# 広瀬徳蔵

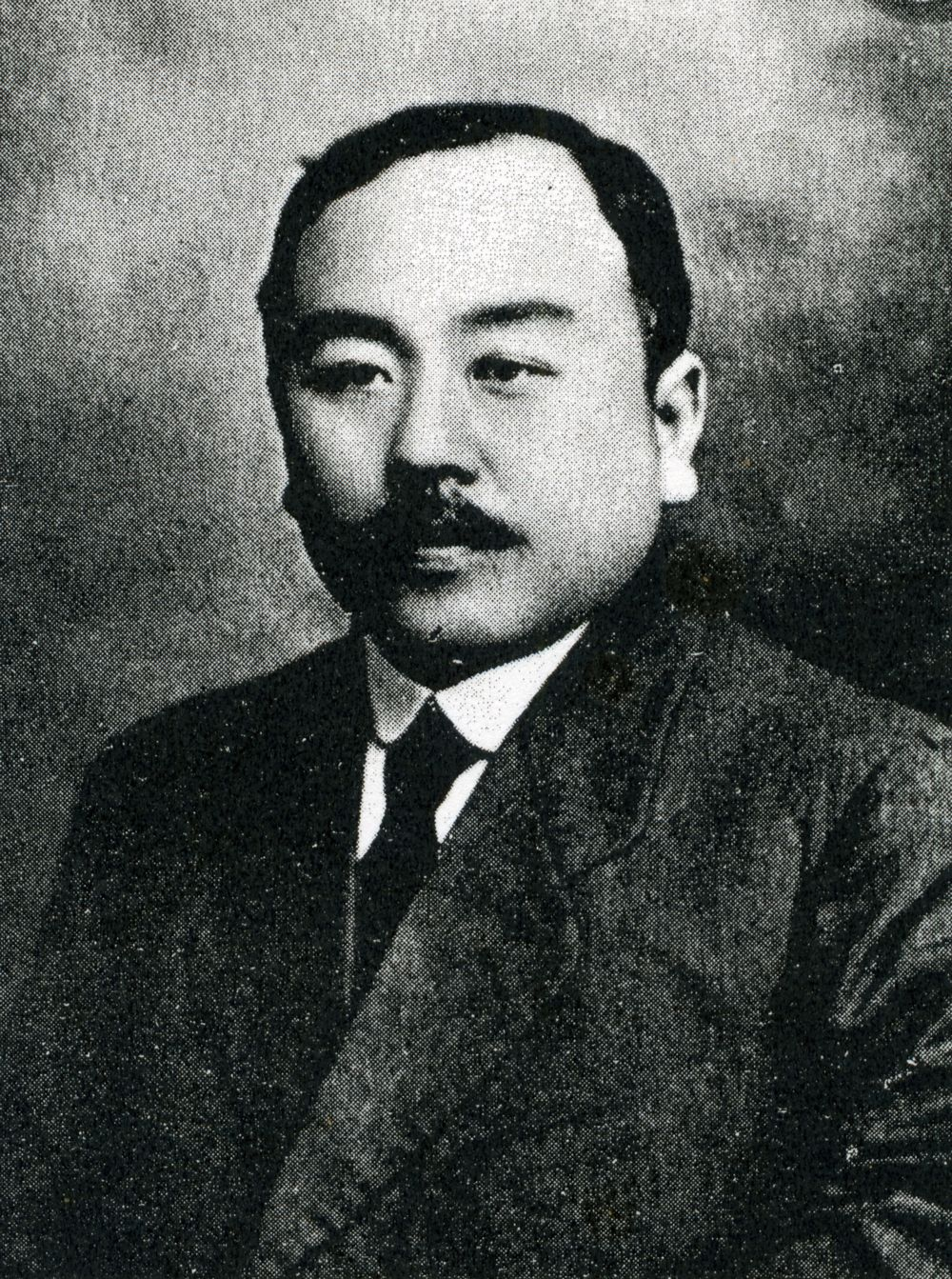
広瀬徳蔵

広瀬 徳蔵（廣瀬 德藏、ひろせ とくぞう、1878年（明治11年）5月19日 - 1933年（昭和8年）5月8日）は、日本の政治家、弁護士。衆議院議員（大阪府第三区選出、当選4回）。

## 経歴
大阪市出身。広瀬種蔵の長男。関西法律学校（現在の関西大学）出身。判検事登用試験・弁護士試験に合格し、判事に任命された。辞職して弁護士を開業した。白川静を事務所に雇い入れていたことがある。その後、大阪市会議員、大阪府会議員・議長を歴任した。
1924年（大正13年）、第15回衆議院議員総選挙に出馬し、当選。以後、4回の当選を重ねた。憲政会、立憲民政党に所属。一方で、宝塚尼崎電気鉄道株式会社の取締役、城北土地株式会社・東神火災保険会社・大阪土地建物株式会社・境川運河株式会社の監査役を務めた。関西大学講師。